# Ткачёв, Александр Николаевич
Алекса́ндр Никола́евич Ткачёв (род. 23 декабря 1960, Выселки, Краснодарский край) — российский государственный и политический деятель.
Министр сельского хозяйства (22 апреля 2015 — 18 мая 2018). Глава администрации (губернатор) Краснодарского края (2001—2015), глава регионального отделения и член бюро высшего совета партии «Единая Россия». Доктор экономических наук.
Трудовую деятельность начал в сельском хозяйстве, основал и длительное время возглавлял крупнейшее агропромышленное предприятие Краснодарского края. Избирался депутатом Государственной думы II и III созывов, состоял в Агропромышленной депутатской группе, являлся заместителем её председателя. В Госдуме III созыва возглавлял комитет по делам национальностей.

## Биография
Родился 23 декабря 1960 года в станице Выселки Краснодарского края, там же окончил среднюю школу № 2. По воспоминаниям классного руководителя Ткачёва, он хорошо учился, пел и играл на гитаре, выступал за местную баскетбольную команду. Отец — Николай Иванович Ткачёв (1926—2014), в 1960-х — начале 1970-х годов работал заместителем председателя Выселковского райисполкома, в 1974 году возглавил строительство Выселковского межхозяйственного комбикормового завода, а в 1980-х стал его директором. В 1985 году награждён орденом Отечественной войны II степени. В настоящее время имя Н. И. Ткачева носит Агрокомплекс имени Н. И. Ткачёва в Краснодарском крае.
В 1978 году А. Н. Ткачёв поступил в Краснодарский политехнический институт, который окончил в 1983 году со специальностью инженер-механик. В 1983—1986 годах работал на возглавляемом отцом Выселковском межхозяйственном комбикормовом заводе сначала теплотехником, затем начальником котельной и главным механиком. В 1986—1988 годах был первым секретарём Выселковского райкома комсомола, являлся членом КПСС.

### Агропромышленный бизнес
В 1990 году А. Н. Ткачёв был избран директором Выселковского комбикормового завода, отец перешёл на должность его заместителя. В 1991 году вышел из КПСС. В начале 1990-х годов завод был приватизирован, получив название АО «Комбикорм», а в июле 1993 году объединён с выселковским АО «Восход», которому принадлежал откормочный комплекс крупного рогатого скота «Мясопром». На базе двух предприятий было создано АОЗТ «Агрокомплекс». А. Н. Ткачёв стал его генеральным директором, а Н. И. Ткачёв — заместителем директора. По сообщениям прессы, в учреждении «Агрокомплекса» участвовал также старший брат Ткачёва Алексей, а приватизация предприятия осуществлялась Ткачёвыми с помощью скупки у населения ваучеров. «Когда мы начинали, в стране была жуткая инфляция, предприятие вынуждено было брать кредиты в банках под 100, 150 и даже 200 % годовых. Мы безумно рисковали», — вспоминает А. Н. Ткачёв. За несколько лет к возглавляемому Ткачёвым «Агрокомплексу» были присоединены другие агропромышленные производители края, в результате чего предприятие стало владеть несколькими тысячами гектаров земли, элеваторами и мясокомбинатом. По утверждению ряда СМИ, увеличение собственности «Агрокомплекса» не всегда осуществлялось законным путём.
В 1994 году А. Н. Ткачёв был избран депутатом Законодательного собрания Краснодарского края I созыва. В середине 1990-х годов Ткачёв входил в политическое движение «Наш дом — Россия» (НДР), сам он, однако, данный факт отрицает.

### Работа в Государственной думе
В 1995 году вышел из НДР и был выдвинут независимым кандидатом в депутаты Государственной думы группой избирателей, в которую входили работники «Агрокомплекса», ряд других трудовых коллективов и представители казачества. В предвыборной программе А. Н. Ткачёв высказывался за социалистический путь развития России, бесплатное медицинское обслуживание и образование, доступное жильё, выступал против продажи земли. В декабре того же года был избран депутатом Государственной думы II созыва от Тихорецкого одномандатного избирательного округа Краснодарского края, получив 23,2 % голосов избирателей и опередив своего основного соперника Николая Кондратенко, набравшего 20,9 % голосов.
В январе 1996 года вошёл в состав Аграрной депутатской группы, выступавшей по большинству вопросов политическим союзником КПРФ. Являлся членом комитета Госдумы по бюджету, налогам, банкам и финансам. Входил во внефракционную депутатскую группу «За атлантический диалог», выступавшую за конструктивный диалог с НАТО, и, одновременно, во внефракционное депутатское объединение «АнтиНАТО». Во время работы в Государственной думе II созыва продолжал оставаться генеральным директором АО «Агрокомплекс».
В октябре 1996 года А. Н. Ткачёв баллотировался на пост губернатора Краснодарского края. В последний момент свою кандидатуру снял, призвав голосовать за бывшего руководителя президентской администрации Николая Егорова. Газета «Коммерсантъ» связывала это решение с неожиданно возникшим в суде делом о законности приватизации «Агрокомплексом» ряда элеваторов, которое после снятия Ткачёва было решено в пользу «Агрокомплекса». Губернатором края стал бывший соперник Ткачёва по думским выборам, кандидат от КПРФ Кондратенко.
В 1999 году Ткачёв был выдвинут КПРФ в депутаты Государственной думы III созыва и победил с результатом 70,98 % голосов. В думе вошёл в возглавляемую Н. М. Харитоновым Агропромышленную депутатскую группу, стал заместителем председателя группы. В январе 2000 года возглавил комитет по делам национальностей и комиссию по содействию нормализации общественно-политической и социально-экономической обстановки и соблюдению прав человека в Чеченской республике. В феврале того же года защитил диссертацию на соискание степени кандидата экономических наук по теме кооперации и диверсификации в предприятиях агропромышленного комплекса на примере АПК Краснодарского края и ЗАО «Агрокомплекс».

### Во главе Краснодарского края
В декабре 2000 года на выборах губернатора Краснодарского края Александр Ткачёв набрал 82,14 % голосов и был избран главой администрации (губернатором) Краснодарского края на 4 года. Его победа связывалась с поддержкой популярного в то время на Кубани главы региона Кондратенко, отказавшегося от участия в выборах и публично назвавшего Ткачёва «сынком» и «преемником».
Ткачёв шёл на выборы со слоганом «Хозяйственник. Политик. Патриот. Продолжатель дела Кондратенко».
Во время первого губернаторского срока активно выступал против разрешения на продажу земли. Участвовал в крестьянских пикетах перед Белым домом. Неоднократно выступал с националистическими заявлениями, в частности, выдвинул лозунг «Кубань — для кубанцев!». В 2003 году предложил создать фильтрационные лагеря для незаконных мигрантов и настоял на принятии краевой думой закона, разрешающего ночные рейды правоохранительных органов в местах компактного проживания вынужденных переселенцев. До мая 2003 года Ткачёв был членом КПРФ, однако затем он приостановил своё членство в ней, став сторонником «Единой России», а 14 апреля 2005 года Ткачёв вступил в эту партию. В 2003 году он, будучи членом КПРФ, возглавил региональный список «Единой России» на выборах в Госдуму, за что был исключён из КПРФ.
С 19 декабря 2003 по 19 июля 2004 и с 4 января по 28 июля 2012 — член президиума Государственного совета Российской Федерации.
Полномочия Ткачёва истекали в декабре 2004 года, однако было решено совместить губернаторские выборы с выборами президента России в марте 2004, и срок полномочий был сокращён. На состоявшихся 14 марта 2004 года выборах, Ткачёв набрал 84 % голосов и был вновь избран губернатором.
В декабре 2004 года он стал доктором экономических наук. В 2005 году вступил в «Единую Россию» и возглавил её региональное отделение. В 2005—2006 годах Ткачёв инициировал массовую перестройку центра краевой столицы — Краснодара. СМИ отмечали жёсткость Ткачёва при урегулирования разногласий с жителями сносимых в ходе перестройки помещений. В ноябре 2006 года Ткачёв вошёл в состав бюро высшего совета «Единой России».

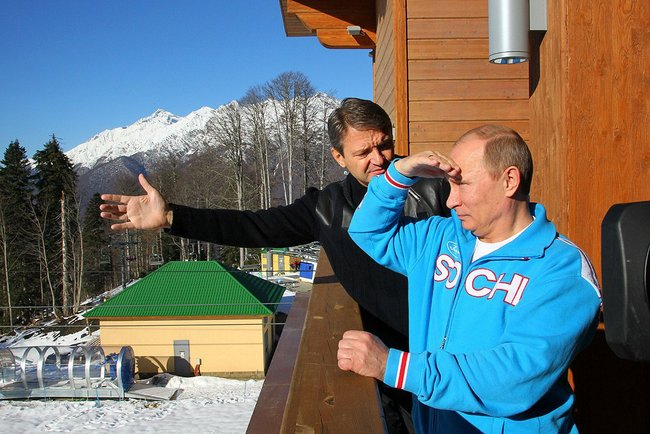
С Владимиром Путиным на горнолыжном курорте Красная Поляна, 3 января 2013 года

10 апреля 2007 года Ткачёв поставил перед Президентом РФ В. В. Путиным вопрос о доверии, направив соответствующее заявление главе государства. 23 апреля того же года по представлению президента на сессии Законодательного собрания края А. Н. Ткачёв был наделён полномочиями главы администрации Краснодарского края на новый пятилетний срок. В этот же день официально вступил в должность главы администрации края. В 2007 и 2011 годах Ткачёв возглавлял региональные списки «Единой России» в Краснодарском крае на выборах в Государственную думу V и VI созывов, однако в обоих случаях после победы отказывался от мандата в пользу других кандидатов от «Единой России».
В 2009 году Ткачёв стал единственным кубанским чиновником, раскрывшим информацию о своих доходах и имуществе. Согласно опубликованным на сайте краевой администрации данным, губернатор Краснодарского края в 2009 году заработал 1,63 млн рублей. В его собственности — коттедж (338 м²), земельный участок (999 м²) и дом (238,3 м²). Его супруга Ольга заработала вдвое больше — 3,25 млн руб. Ей принадлежат 100 % российского ООО с уставным капиталом в 23 млн рублей и 0,44 % ЗАО (названия компаний не раскрываются).
В марте 2012 года был назначен специальным представителем Президента Российской Федерации по Абхазии. 21 марта 2012 года утверждён в должности главы администрации Краснодарского края на очередной 5-летний срок. За его кандидатуру проголосовали 57 депутатов, против — 4.
Подал в отставку с поста губернатора по собственному желанию 22 апреля 2015 года.

### Во главе Минсельхоза
Указом Президента России от 22 апреля 2015 года назначен на должность министра сельского хозяйства. 29 июля 2015 года предложил уничтожать «санкционные» продукты.
В мае 2016 года во время визита в Китай предложил переброску части стока рек из России в Китай.
В 2015—2017 годах Председатель наблюдательного Совета АО «Россельхозбанка».
Не вошёл в состав нового Правительства России, сформированного президентом Путиным в мае 2018 года.
В феврале 2019 года в российских СМИ, в том числе на деловом телеканале РБК-ТВ, опубликовано видео, на котором Ткачёв навеселе развлекается на борту частного самолёта в компании танцующего бывшего вице-премьера Аркадия Дворковича, поющих дуэтом бывшего пресс-секретаря Д. А. Медведева Натальи Тимаковой и бывшего шефа протокола премьер-министра РФ Марины Ентальцевой. Участники вечеринки, поднимая бокалы, шутовскими голосами распевают песню «Ах, судьба моя, судьба!» Под одобрительные возгласы Дворковича Ткачёв провозглашает тост: «За аграрное лобби!». Согласно опубликованным сведениям, ролик снят весной 2018 года, ещё до утверждения нового состава Правительства РФ, что может объяснять причины, по которым Дворкович лишился должности вице-премьера, а Ткачёв — поста главы Минсельхоза.

### После отставки
В июне 2018 года общее собрание акционеров «Агрокомплекса» им. Н. Ткачева избрало Александра Ткачева в совет директоров компании.
В 2021 году СМИ сообщили, что Александр Ткачев является контролирующим акционером фирмы «Агрокомплекс» им. Н. И. Ткачева — основной структуры крупнейшего землевладельца России. В сентябре структуры Ткачёва выкупили у второго в стране производителя подсолнечного масла агрохолдинга «Юг Руси» около 200 тыс. га, увеличив земельный банк до 1,1 млн га., благодаря чему его агрохолдинг мог стать крупнейшим владельцем сельхозземель в РФ. В декабре 2022 года The Wall Street Journal писало, что «Агрокомплекс» в ходе вторжения России на Украину захватил 160 тыс. гектар земли в Донецкой и Луганской областях у украинских агрокомпаний, HarvEast (40 тысяч га), «Нибулон» (20 тысяч га) и «Агротон» (100 тысяч га).
Осенью 2022 года связанная с Александром Ткачевым компания «Горные вершины» и корпорация «Кавказ. РФ» подписали договор купли-продажи акций управляющей компании «Архыз» и акционерное соглашение на право управления горнолыжным курортом в Карачаево-Черкесии. В марте 2023 году стало известно, что компания Ткачева заплатит за горнолыжный курорт «Архыз» в КЧР более 24 млрд рублей.

## Личность и мнения
После выхода интервью в программе «Познер» от 6 февраля 2011 года многие (в том числе как Владимир Владимирович Познер, так и сам интервьюируемый) говорили о неоднозначности Ткачёва в вопросах личной образованности и компетентности в целом.

## Критика

### Вертолёт
По личной инициативе Ткачёва администрация Краснодарского края 15 марта 2013 года объявила конкурс на закупку вертолёта и обучение пилотов за 444 миллиона рублей. Судя по сайту госзакупок, предпочтение решили отдать комфортабельному воздушному судну иностранного производства, например «AgustaWestland» или Eurocopter EC145. Министр здравоохранения Краснодарского края заявила, что этот вертолёт необходим для эвакуации пострадавших. Однако, судя по конкурсной документации, он должен обладать комфортабельным кожаным салоном, цвет которого должен выбрать заказчик, ковровым покрытием, передвижной тумбой с креплением для планшета (такие опции характерны для VIP-отделки салона). Загрузка в вертолёт пострадавших на носилках и наличие медицинского оборудования не предусмотрена. Вместо красных крестов поставщик должен нанести на борт вертолёта герб Краснодарского края.

### Состояние

#### Личное
Согласно анонимному источнику, во владении Ткачёва находятся крупные участки земли в Выселковском районе края 27 февраля 2011 года в лесу, огороженном, по мнению Департамента лесного хозяйства Краснодарского края незаконно установленным забором, были задержаны граждане, которые проводили акцию-пикник против по их мнению нарушения требований Конституции Российской Федерации, лесного и водного законодательства. Четверо из них были приговорены к аресту на срок от 5 до 10 суток. 27 августа 2011 на берегу реки Бжид возле участка Ткачёва были снова задержаны и арестованы ещё трое граждан. 13 ноября 2011 года граждане демонтировали одну из секций забора вокруг резиденции Ткачёва и обнаружили за ним вырубку пицундских сосен, внесённых в Красную книгу России. Рубка деревьев, внесённых в Красную книгу России, является уголовным преступлением, ответственность за которое предусмотрена статьёй 260 УК РФ. 1 декабря 2011 года в интервью телеведущему Владимиру Соловьёву Ткачёв опроверг слухи о приписываемых ему владениях. По словам Ткачёва, если кто-нибудь и найдёт у него так называемые латифундии, «то пусть заберёт их себе».
Принадлежащий семье Александра Ткачёва Агрокомплекс им. Н. И. Ткачёва к 2017 году объединял более 60 предприятий в сфере растениеводства, птицеводства, свиноводства, мясного и молочного скотоводства, переработки, также имея розничную сеть более чем из 600 магазинов на юге России. По данным «Совэкона», на конец 2016 года под управлением агрокомплекса было более 600 тыс. га земли. Выручка АО в 2016 году составила 44,7 млрд руб., чистая прибыль — 2,9 млрд руб. (данные отчетности).
В январе 2012 года, во время первой встречи с краснодарскими блогерами, Ткачёв сообщил, что его так называемая «резиденция» находится в бухте Инал, причем на её строительство не было потрачено «ни копейки бюджетных средств». По словам Ткачёва, резиденция на 70 % принадлежит АО «Агрокомплекс», в котором он работал. Однако документы свидетельствуют о другом[уточнить]. По данным Росреестра пляж арендует ООО «Отдых», учредителями которого являются те же С. Стороженко и Т. Кривнёва. В апреле 2012 года на заборе, окружающем участки Ткачёва, Кривнёвой, Стороженко и участок, арендованный ЗАО «Агрокомплекс» появились надписи «Внимание! Дикие животные! Тихо!». По итогам 2017 года Ткачев задекларировал 548,3 млн руб., а вместе с супругой его доход составляет 586,5 млн руб. — в 37,5 раз выше семейного заработка год назад. Как объяснила пресс-служба Минсельхоза, доход «возник в связи с выплатой дивидендов по ценным бумагам, полученным в 2017 году в дар от матери в связи с ее болезнью», а сами бумаги по закону переданы в доверительное управление.

#### Родственники
По сведениям газеты «Ведомости», племянница Александра Ткачёва, дочь Алексея Ткачёва, старшего брата Александра Ткачёва, депутата Государственной Думы РФ 6-го созыва. — 22-летняя студентка Кубанского государственного университета (на июль 2010 года) Анастасия Ткачёва (Краттли — в связи с замужеством) является совладелицей двух трубных заводов — ООО «Южный трубный завод» (ЮТЗ) (10 % принадлежит Анастасии Ткачёвой; выручка в 2008 году — 182 млн руб., чистая прибыль — 21 000 000 руб) и ООО «Завод по изоляции труб» (ЗИТ) (10 % принадлежит Анастасии Ткачёвой; выручка в 2008 году — 618,9 млн руб., чистая прибыль — 7,7 млн руб.), крупного девелопера — ООО «Мастерстрой» (30 % принадлежит Анастасии Ткачёвой) и компании, вложившей 3 млрд руб. в птицекомплекс — «Югптицепром» (22,5 % принадлежит Анастасии Ткачёвой; проектная годовая выручка — 4 млрд руб.). Все эти бизнесы находятся на территории Краснодарского края.
Старшая дочь Александра Ткачёва Татьяна, 16.07.1983 года рождения, вышла в 2006 году замуж за Романа Баталова, сына красноярских бизнесменов, владельцев крупного торгового дома. Зять Ткачёва — самый молодой депутат Законодательного собрания Краснодарского края. Избранный по спискам партии «Единая Россия» в 2007 году, в 23 года Р. Баталов занял кресло первого заместителя председателя комитета по вопросам имущественных и земельных отношений, а также стал заместителем генерального директора ОАО «Краснодаргоргаз».
В январе 2012 года супруга губернатора Кубани Ольга Ткачёва попала в первую десятку самых богатых жён губернаторов России, составленный сайтом Slon.ru.

### Национализм
Освещение в прессе получили высказывания Ткачёва, некоторыми расцениваемые как националистические.
В 2001 году Ткачёв на съезде краевой партии «Отечество (Кондратенко)» выразил свою позицию вполне определённо: «На Кубани нет места для цыган, турок-месхетинцев, курдов и инакомыслящих». Несмотря на присутствие представителей прессы, данное заявление не было озвучено, зато было встречено аплодисментами со стороны сотен делегатов из разных районов Краснодарского края. В 2002 году на совещании в г. Абинске, посвящённом гармонизации межнациональных отношений, Ткачёв заявил, что «определять законный мигрант или незаконный, можно по фамилии, точнее по её окончанию. Фамилии, оканчивающиеся на „ян“, „дзе“, „швили“, „оглы“, незаконные, так же как и их носители». 6 февраля 2011 года в передаче Владимира Познера Ткачев признал, что он «поддался многим эмоциям» и «это была глупость».
Правозащитники поставили «живой памятник» цитате Ткачёва. «Памятник» представлял собой группу детей турок-месхетинцев, державших в руках изображение подошвы от милицейского сапога в рост человека, на которой выбиты слова из знаменитой губернаторской цитаты: « …фамилии, оканчивающиеся на „ян“, „дзе“, „швили“, „оглы“ незаконные, так же как и их носители. Made in Tkachev» (17 марта 2003 г.)

В какой-то момент я спросил Ткачёва: «Когда вы только пришли к власти, вы сказали, что все люди с фамилиями на „-швили“, „-дзе“, „-ян“ и „-ман“ — все нелегалы. Вы что, расист?» Мой собеседник сказал, что он, видимо, погорячился, и тут же добавил: «Вообще-то, вы знаете, эти турки-месхетинцы размножаются как кролики». Это всё прямо в эфире. Мне больше ничего и не надо было…— 
По мнению ряда общественных организаций, Ткачёв несёт ответственность за кампанию ксенофобии против турок-месхетинцев (2002—2003 гг.); давление и ликвидацию правозащитных организаций (фонд «Школа Мира», отделение «Ватан», «Краснодарский правозащитный центр» и др. в 2002—2003 гг.); манипуляции с новостными сюжетами в отношении Комиссара Совета Европы (2004 г.); игнорирование рекомендаций Совета Европы и ООН в отношении нарушения прав человека в Краснодарском крае; манипуляции на выборах мэра г. Сочи (2009 г.).
В августе 2012 года на коллегии краевого ГУ МВД Александр Ткачёв выступил с заявлением, что в Краснодарском крае будут созданы специальные казачьи дружины, которые будут противостоять переселению в регион жителей Северного Кавказа. 3 августа «Интерфакс» со ссылкой на члена Общественной палаты, председателя клуба «Многонациональная Россия» Александра Соколова заявил, что Общественная палата обратится в Генпрокуратуру с просьбой проверить высказывания Александра Ткачёва, сказанные им на коллегии краевого МВД, на предмет разжигания межнациональной розни. В тот же день Ткачёв отверг обвинения в свой адрес, написав в своём «Твиттере», что говорил только о проблемах незаконной миграции.
22 января 2014 года стало известно о том, что СКР, по заявлению председателя партии «Яблоко» Сергея Митрохина, проверит на наличие экстремизма высказывания Александра Ткачёва, прозвучавшие на коллегии краевого ГУ МВД в августе 2012 года. В частности, его заявление о том, что он будет «выдавливать» с Кубани жителей Северного Кавказа.

### Обвинения в плагиате
Согласно анализу сообщества «Диссернет», докторская диссертация Ткачева содержит масштабные недокументированные заимствования из нескольких диссертаций. Кроме того, в автореферате диссертации указана монография, соавтором которой выступил А. Н. Ткачев, но которая отсутствует в каталоге Российской государственной библиотеки, куда должна была быть произведена обязательная отсылка экземпляра.

### Риторика
8 июля 2012 года на встрече с жителями Крымска Ткачёв признался, что жителей этого города не предупредили об угрозе наводнения.

«А вы что думаете, дорогие мои, если бы и сегодня… в 22 часа с перерывом до часу ночи — что, нужно было каждого обойти? Это невозможно. Какими силами? Это раз. Во-вторых — и вы бы что, встали и ушли бы из дома?»— Ткачёв признался, что жителей Крымска не предупредили об угрозе - Росбалт

### Отношение к здравоохранению
Ткачёв утверждает, что держит на особом контроле все программы инновационного развития медицины в регионе, особое внимание уделяется центру сердечно-сосудистых заболеваний. В феврале 2012 года в довольно оскорбительной манере посоветовал недовольному оплатой труда медицинскому работнику уволиться, сославшись на свой опыт разгрузки вагонов. По словам главы Краснодарского края, для повышения качественных демографических показателей регион делает упор на медпрофилактику и передовую науку.

## Награды

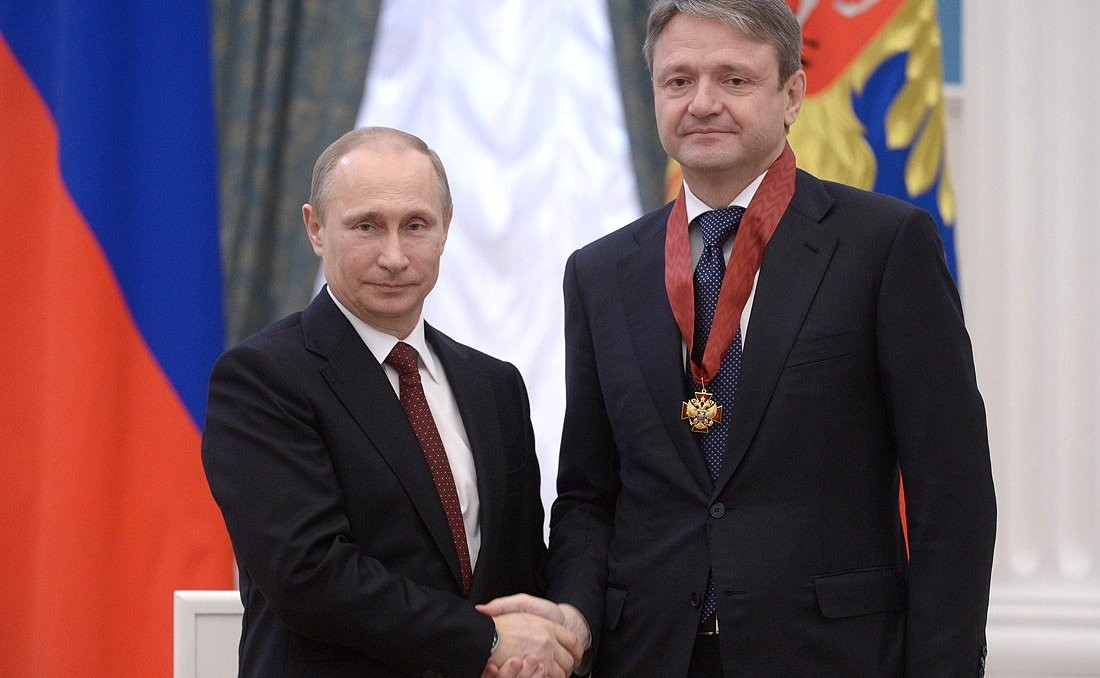
Награждение орденом «За заслуги перед Отечеством» II степени, 24 марта 2014 года

- Орден «За заслуги перед Отечеством» II степени (24 марта 2014 года) — за большой вклад в организацию подготовки и проведения XXII Олимпийских и XI Параолимпийских зимних игр 2014 года в Сочи и обеспечение успешного выступления сборных команд России[108]
- Орден «За заслуги перед Отечеством» III степени (2011 год)
- Орден «За заслуги перед Отечеством» IV степени (21 декабря 2005 года) — за большой вклад в социально-экономическое развитие края и многолетнюю добросовестную работу[109]
- Медаль «В память 850-летия Москвы» (1997 год)
- Медаль «За заслуги в проведении Всероссийской переписи населения» (2002 год)
- Орден «Честь и слава» II степени (Абхазия, октябрь 2003 года) — за большой вклад в развитие дружбы и добрососедских отношений[110]
- Медаль «За защиту Крыма» (Республика Крым, 7 июня 2014 года) — за предложение руки помощи в тяжёлые для жителей Крыма весенние дни 2014 года[111]
- Благодарность Президента Российской Федерации (4 октября 2008 года) — за активную работу по организации приёма беженцев из Южной Осетии и оказанию гуманитарной помощи пострадавшим[112]
- Почётная грамота Государственной Думы Федерального Собрания Российской Федерации (2000 год)
- Почётный знак «За заслуги в развитии физической культуры и спорта» (30 октября 2013 года) — за большой личный вклад в развитие физической культуры и спорта в Российской Федерации, пропаганду здорового образа жизни и в связи с 90-летием со дня образования федерального (государственного) и территориальных органов исполнительной власти в сфере физической культуры и спорта[113]
- Орден преподобного Сергия Радонежского I степени (5 октября 2014 года) — за усердные труды в деле духовного возрождения Кубани[114]
- Орден преподобного Сергия Радонежского II степени (2005 год)
- Орден святого благоверного князя Даниила Московского I степени (2010 год)[115]

Лауреат ряда общественных премий:
- Премия имени Петра Великого (АБОП, 2002 год) — за развитие и укрепление Государства Российского
- Национальная премия «За достижения в области социально-экономического и культурного строительства» (2002 год)
- Национальная премия «Персона года» (2003 год)
- Премия «Национальная гордость России» в номинации «За выдающийся вклад в повышение имиджа региона» (2003 год)
- Всероссийская премия «Российский Национальный Олимп» в номинации «Государственный деятель России — 2002—2003 год»
- Лауреат международной премии «Лидеры туриндустрии» в номинации «Персона года» (2003 год)
- Обладатель Гран-При «Персона года» — за личный вклад в развитие политической системы России и ордена «Слава России» (Музейно-выставочный Центр «История отечественного предпринимательства», 2004 год)
- Почётный гражданин Республики Абхазия[117]
- Человек года (2011 год) по версии газеты «Вольная Кубань»[118]
- Лауреат национальной премии бизнес-репутации «Дарин» Российской Академии бизнеса и предпринимательства в 2005 г.
- «Серебряный крест» Союза армян России — за большой вклад в создание гражданского общества и укрепление дружественных отношений между народами, населяющими многонациональный Краснодарский край[119].

## Санкции
С 26 июля 2014 года, в связи с поддержкой аннексии Крыма, находится в списке лиц, против которых введены санкции Евросоюза, Канады, Швейцарии, Австралии, Албании, Исландии, Лихтенштейна, Молдавии, Норвегии, Украины и Черногории.